# Syria

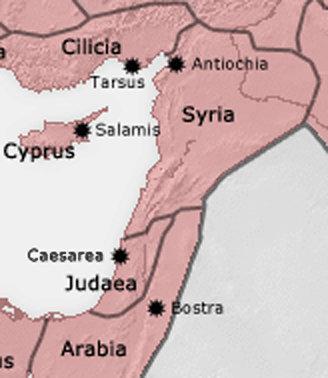
Die Provincia Syria vergrößert

Die römischen Provinzen unter Trajan (117 n. Chr.)

Die römische Provinz Syria wurde im Jahre 63 v. Chr. vom Feldherrn Gnaeus Pompeius Magnus eingerichtet und blieb bis zur Eroberung durch die Araber in den 630er Jahren Teil des Römischen Reiches bzw. (seit 395) des Oströmischen Reiches. Das heutige Syrien, das etwas weniger als das Gebiet der römischen Provinz umfasst, ist nach ihr benannt.
Meist wird angenommen, der Name Syria sei von Assyria abgeleitet; einige Forscher glauben hingegen an einen Zusammenhang mit der Stadt Tyros – der Anlaut wurde im einheimischen antiken Dialekt offenbar wie „ts“ gesprochen, weshalb „(T)Syria“ auch nach einem der lange Zeit wichtigsten Orte der Region benannt worden sein könnte.
Herodes Archelaos, der Judäa, Samaria und Idumäa beherrschte, wurde im Jahre 6 durch Augustus verbannt. Archelaos’ Herrschaftsgebiet wurde nun fester Bestandteil des Imperiums und von einem römischen Präfekten verwaltet. In den Jahren 34 und 37 wurde der Rest des Reiches des Herodes ebenfalls Teil des Römischen Reiches. Diese Teile wurden in der Zeit Hadrians, infolge des großen jüdischen Aufstands, zur Provinz Syria Palaestina reorganisiert.
Der mächtige Statthalter der Provinz Syria hatte seinen Sitz in Antiochia am Orontes, einer der größten und bedeutendsten Städte des Imperiums. Zusätzlich waren starke Truppenverbände in der Provinz stationiert, um die Ostgrenze gegen die Parther zu schützen. In der frühen Prinzipatszeit standen vier Legionen in der Provinz.
Die Provinz produzierte unter anderem Olivenöl, Wein, Zedernholz, purpurgefärbte Stoffe, Gläser und elfenbeinverzierte Kleinmöbel. Außerdem war die Provinz Endpunkt für den Seidenhandel über die Seidenstraße aus dem Kaiserreich China und den Gewürzhandel aus Indien.
193/194 wurde Syria in die beiden Provinzen Syria Coele und Syria Phoenice aufgeteilt, die wiederum in der Spätantike in noch kleinere Einheiten unterteilt wurden. Das Gebiet der syrischen Provinzen erlebte trotzdem bis in die Mitte des 6. Jahrhunderts eine Blütezeit und stellte damit neben Ägypten eine der wichtigsten Regionen des Reiches dar, wenn es seit dem 3. Jahrhundert auch immer wieder zu Einbrüchen der persischen Sassaniden kam.
Im 7. Jahrhundert, genauer von 634 bis 638, wurden die syrischen Provinzen im Rahmen der islamischen Expansion von den Arabern erobert.